# Джавадян, Юрий Левонович
Ю́рий Лево́нович Джавадя́н (арм. Յուրի Ջավադյան; 1 января 1935, Бнунис, Армянская ССР — 20 мая 2022) — армянский политический, государственный и хозяйственный деятель.
- 1958 — окончил Армянскую сельскохозяйственную академию, гидромелиоративный факультет. Инженер-гидротехник. Кандидат технических наук[1].
- 1959—1978 — работал в исполнительном комитете Еревана, а также в коммунальной службе[1] заместителем начальника отдела, заместитель председателя, а позже председателем этой службы.
- 1978—1986 — первый вице-мэр Еревана[1].
- 1986—1990 — был министром водного хозяйства и мелиорации Армянской ССР[1].
- 1990—1997 — работал в министерстве сельского хозяйства Армении, министром (с февраля 1991 по декабрь 1991 г.[2]), первым заместителем, а позже советником министра.
- 1997—2014 — генеральный директор ЗАО «Институт Армводпроект»[3].
- С декабря 2014 года — директор Фонда восстановления и развития лесов[3].
- С августа 2018 года — член Общественного совета[4].
- Депутат ВС Армянской ССР 1976—1991 гг.[1]

Заместитель председателя Комиссии по проблемам озера Севан при президенте РА. Председатель комиссии по вопросам Севана НАН РА. Председатель комиссии Общественного совета по вопросам сельского хозяйства и охраны природы.
В 2016 году награждён медалью «За заслуги перед Отечеством» 1-й степени. Награждён орденом «Анания Ширакаци».